# Palazzo Imperiale di Ingelheim

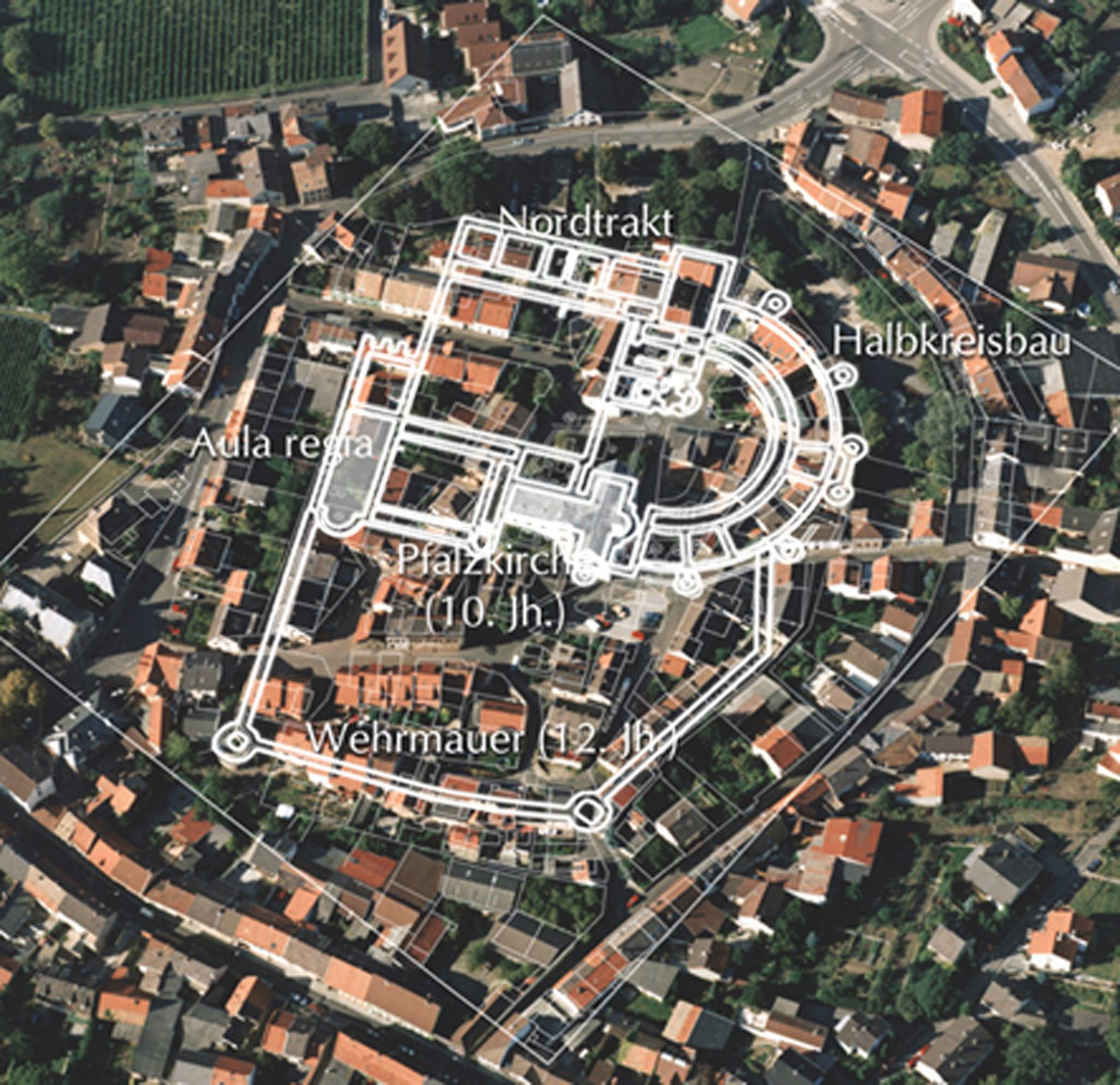
Planimetria del palazzo all'interno dell'abitato di Ingelheim

Il palazzo imperiale di Ingelheim (in tedesco: Ingelheimer Kaiserpfalz) è un importante palazzo imperiale eretto nella seconda metà dell'VIII secolo in Germania. Servì a imperatori e re come residenza e luogo di governo fino all'XI secolo. Il complesso del palazzo si trova all'interno della città di Ingelheim, 15 km a ovest di Magonza. Si trova su un pendio con vista sulle pianure del Reno. Gli imponenti resti degli edifici del palazzo si sono conservati in superficie fino ad oggi. La maggior parte del complesso si trova sotto terra e gli scavi archeologici hanno permesso di ricostruire l'intero sistema di edifici.
Il palazzo ha subito diverse modifiche nel corso della sua storia fino a quando, dopo il declino di Ingelheim, è stato gradualmente demolito a causa della sua insignificanza. L'area dell'ex pa è attualmente in fase di restauro ed è un edificio tutelato. Il 6 novembre 2011 la città è stata insignita del titolo "The Distinctive City" in un concorso a livello europeo organizzato dalla Lebendige Stadt Foundation per la riqualificazione e la conservazione dei resti del Kaiserpfalz.

## Studi storici
I primi studi nell'area del palazzo imperiale si sono svolti a metà del XIX secolo. Questi studi dovettero essere interrotti con lo scoppio della Prima Guerra Mondiale, ma l'archeologo tedesco Christian Rauch aveva pubblicato relazioni preliminari sugli scavi, dopo le quali fu realizzato un modello del 1931-32, che nel 1975 fu visto come un tipico palazzo carolingio. Nel 1960, gli scavi furono ripresi. Seguendo un piano generale di scavo e i disegni di ricostruzione si realizzò un altro modello del palazzo imperiale di Ingelheim nel 1975. Dal 1995 sono in corso scavi nella regione del Palazzo. Questi studi mirano a recuperare, descrivere e datare le singole parti dell'edificio e la topografia complessiva e hanno portato alla luce numerose scoperte. Ad esempio, sono stati recuperati una moneta d'oro e una cintura dell'epoca di Carlo Magno, oltre a un riscaldamento ad aria calda (ipocausto) di epoca carolingia. Inoltre, gli ultimi risultati degli scavi sono stati utilizzati per creare l'anno scorso un nuovo modello di ricostruzione del Palazzo imperiale di Ingelheim.

## Storia
Il sito del castello si trova a circa 500 m sotto il livello del paese di Ingelheim con la sua chiesa di San Remi, dove si trovava un castello dei re merovingi. In epoca franca, sul sito del villaggio di Ingelheim c'erano diversi masi con i rispettivi cimiteri: furono annessi al dominio reale nel VII secolo.
Le fonti scritte menzionano Ingelheim già nel 742-743: in quell'inverno, Carlomanno donò la chiesa di San Remi a Ingelheim e altre 25 chiese e cappelle alla nuova diocesi di Würzburg. Ingelheim si trovava nel cuore del regno franco ed era un importante possedimento della corona, essendo nelle immediate vicinanze di Magonza.
La presenza di Carlo Magno a Ingelheim è documentata per la prima volta nel settembre del 774, quando vi fece una breve sosta di ritorno dall'invasione del regno longobardo nell'Italia settentrionale, dove era stato incoronato re dei Longobardi. Nell'inverno del 787 si fermò nuovamente a Ingelheim, questa volta per un periodo più lungo: vi trascorse il Natale e non lasciò il castello fino all'inizio dell'estate del 788, perché nel giugno del 788 Carlo Magno convocò un consiglio per processare il duca Tassilone III di Baviera, condannato a morte per tradimento. La durata e l'importanza storica di questo soggiorno e il fatto che il sovrano franco vi abbia trascorso il Natale e la Pasqua sono sufficienti a dimostrare l'importanza di questa fortezza, che poteva essere rifornita dalle fattorie vicine. Dalla Vita Karoli Magni di Eginardo apprendiamo che Carlo Magno costruì effettivamente un palatium a Ingelheim, poiché il biografo considera la costruzione di due grandi castelli, uno a Ingelheim e l'altro a Nimega, come la più grande realizzazione architettonica di Carlo Magno, seconda solo all'erezione della cappella palatina ad Aquisgrana e del ponte sul Reno a Magonza. Eginardo afferma anche che il palazzo fu costruito nello stesso modo di quello di Nimega. Tuttavia, lo storico chiarisce anche che la costruzione del castello era ancora agli inizi quando Carlo Magno morì. Dopo il soggiorno del 787-788, il re dei Franchi smise di svernare nel palazzo di Ingelheim; solo nell'agosto dell'807 Carlo Magno richiamò per l'ultima volta il bando di Ingelheim: Aquisgrana era ormai la sua residenza preferita.

## Struttura architettonica

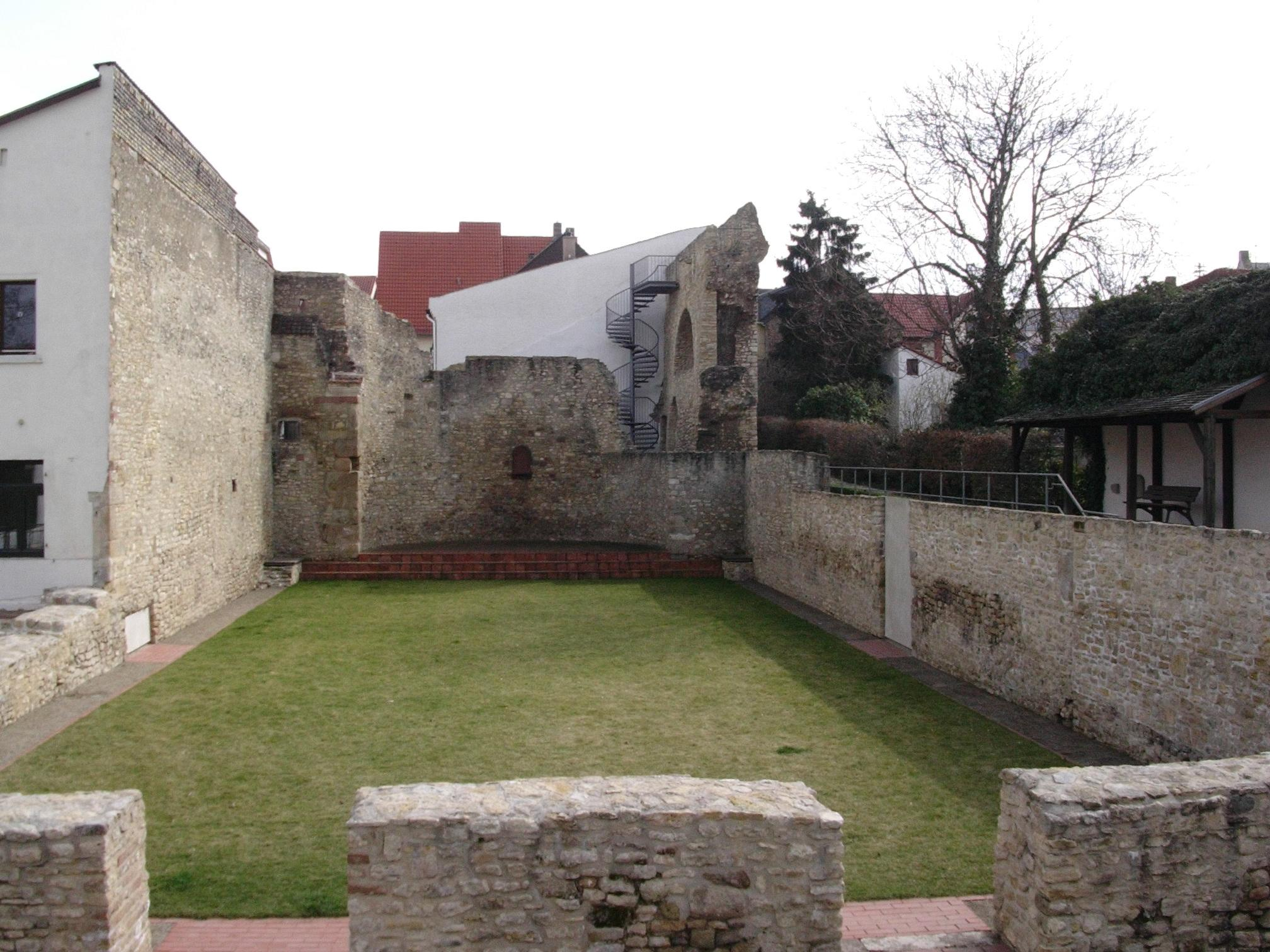
Resti dell'Aula regia

Le cascine merovingie del VI secolo furono demolite per far posto alla costruzione del palazzo nell'ultimo quarto del VII secolo. Il palazzo originario occupava un'area di soli 145 m × 110 m su una terrazza a tre chilometri dalla riva meridionale del Reno. Già in epoca carolingia aveva una sala del trono (Aula regia) di 40,5 m × 16,5 m, basata sui canoni delle antiche basiliche con esedra, dettagli sufficienti a caratterizzare la pianta del palazzo. La forma e la disposizione dell'edificio suggeriscono un piano intenzionale, che tuttavia fu completato solo nel X secolo, come indicano gli scavi archeologici. La sala del trono aveva un nartece davanti alla porta nord e portali laterali a est e a ovest. Nelle rovine dell'abside nella metà meridionale dell'edificio sono ancora visibili i resti della piattaforma su cui si trovava il trono. Per quanto riguarda la decorazione interna, sono stati ritrovati 3.000 frammenti di intonaco dipinto in vari colori e una piastrella di marmo e porfido, alcuni dei quali sono visibili nell'area della reception e nel museo del Palazzo Imperiale. Sopra il lato sinistro dell'abside si è conservato un arco di contrafforte nel suo stato originale, sul quale si appoggiava l'arco trionfale che coronava l'abside. Questo permette di stimare l'altezza delle volte della sala del trono a 13 m e la sua altezza sotto la volta a 19 m.

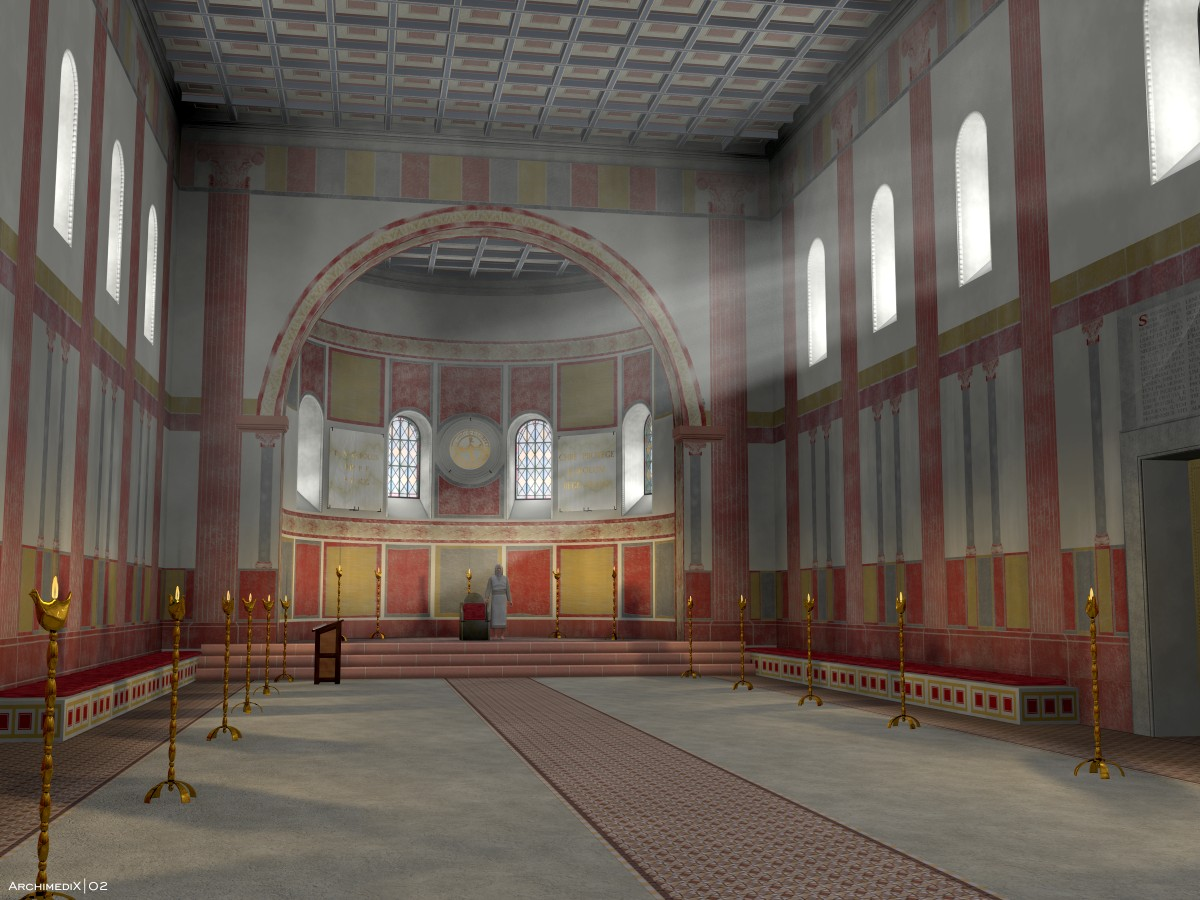
Ricostruzione digitale dell'aspetto dell'Aula regia

L'esedra aveva un diametro di 89 m, aveva almeno due livelli ed era fiancheggiata all'esterno da sei torri rotonde, che ospitavano tubature per l'acqua riscaldata; ma queste torri avevano anche un'importante funzione politica: viste dall'esterno, ingrandivano il palazzo e gli davano l'aspetto di una struttura difensiva. L'esedra copre l'intera larghezza dell'edificio. Ingelheim è, insieme al palazzo di Samoussy, l'unico esempio di volta a semi-cupola nell'architettura altomedievale. L'interno era diviso da pareti a raggiera in sei o sette stanze, alle quali si accedeva attraverso un colonnato. Alla fine dell'esedra si trovava una baia, nota in epoca carolingia come "Porta di Heidesheim".
L'architettura del palazzo carolingio di Ingelheim riprende molti motivi dell'architettura antica: lo si vede nella pianta degli edifici principali, come la sala del trono, l'esedra o la pianta trifogliata della cappella. Anche la pianta complessiva o la posizione relativa dei singoli edifici ricorda le ville e i palazzi romani.